# 클라우스 옌센
클라우스 빌리암 옌센(덴마크어: Claus William Jensen, 1977년 4월 29일 ~ )은 덴마크의 축구 감독이자 전 축구 선수이다. 현역 시절에는 공격형 미드필더로 활약했으며, 덴마크의 네스트베드와 륑뷔, 그리고 잉글랜드의 세 구단에서 뛰었다. 그는 덴마크 국가대표팀에서 47경기에 출전해 8골을 기록했으며, 2002년 FIFA 월드컵과 UEFA 유로 2004에 참가했다. 그는 과거 윙어였던 안데르스 두에의 사촌으로, 현재는 옌센이 이끄는 뉘쾨빙에서 수석 코치로 활동 중이다.

## 구단 경력
옌센은 뉘쾨빙팔스테르에서 태어났으며, 여러 덴마크 하부 리그 팀들에서 활약하다가 1996년 5월, 그는 덴마크 2부 리그 클럽 뉘쾨빙에서 덴마크 수페르리가의 네스트베드로 임대되었다. 네스트베드에서 네 경기에 출전했으나, 시즌 종료 후 클럽의 강등을 막지는 못했다. 그는 1996년 6월, 수페르리가 소속 클럽 링뷔로 완전 이적했으며, 훗날 덴마크 국가대표가 되는 데니스 롬메달과 함께 계약을 체결하였다.
그는 링뷔에서 2년간 활약한 후, 1998년 7월, 잉글랜드로 이적하였다. 그는 퍼스트 디비전 클럽 볼턴 원더러스에 180만 DKK의 이적료로 영입되었다.
2000년 7월, 그는 프리미어리그로 승격한 찰턴 애슬레틱으로 이적했으며, 이적료는 400만 파운드였다. 그는 경기에서 보여준 영향력으로 팬들에게 인기를 끌었으며, 찰턴 팬들은 그의 이름을 "차지(charge)" 응원곡(종종 야구 경기에서 사용됨)의 선율에 맞추어 불렀다. 팬들은 "옌센"이라는 이름으로 빌드업을 하다가 절정 부분에서 "클라우스 빌리암 옌센"이라는 풀네임을 외쳤다.
찰턴에서 100경기 이상을 소화한 뒤, 그는 2004년 7월, 런던의 라이벌 클럽 풀럼으로 125만 파운드의 이적료에 이적하였다. 그는 2004년 8월 14일, 맨체스터 시티와의 경기에서 풀럼 데뷔 전을 치렀다. 풀럼에서 3시즌을 보내는 동안 그는 잦은 부상에 시달렸으며, 2007년 5월 17일, 풀럼의 감독 로리 산체스는 그를 방출하기로 결정했다. 옌센은 자신이 산체스의 롱볼 전술에 어울리지 않았기 때문에 방출은 불가피했다고 주장했다. 그는 반복되는 부상 끝에 2007년 8월 25일, 현역 은퇴를 선언했다.

## 국가대표팀 경력
1995년 11월, 옌센은 덴마크 U-19 국가대표팀에 데뷔하였고, 2000년 3월, 덴마크 국가대표팀에 데뷔하였다.
2002년 FIFA 월드컵 덴마크 국가대표팀에 발탁되어 교체 출전으로 한 경기에 나섰다. 2003년 2월, 그는 이집트와의 친선 경기에서 4-1 승리를 이끄는 해트트릭을 기록하였으며, 그중 한 골은 직접 프리킥으로 득점한 것이었다.
그는 또한 UEFA 유로 2004에도 참가하여 덴마크의 네 경기 중 세 경기에 출전하였다.